# Gugorlau
Gugorlau ist eine osttimoresische Siedlung im Suco Manutaci (Verwaltungsamt Ainaro, Gemeinde Ainaro).

## Geographie und Einrichtungen
Der Weiler Gugorlau liegt im Süden der Aldeia Hato-Meta-Udo in einer Meereshöhe von 1341 m, am Ende einer Abzweigung der Überlandstraße von Ainaro nach Maubisse. Im Süden liegt entlang der Straße das Dorf Hato-Meta-Udo. Westlich entspringt der Maumall, ein Nebenflusses des Belulik. Nach Norden hin steigt das Bergland an zum Ramelau-Massiv.